# 熟人詐欺
熟人詐欺（英語：Affinity Fraud）是一種投資詐欺形式，詐欺者向特定族群的成員進行宣傳詐欺活動，族群可能包括同一宗教或同一宗族、同一語言、同一年齡層、類似老年人或同一專業之群體。宣傳熟人詐欺的人可能偽裝成會該組織的成員。作法就是利用令人尊敬的社區或宗教領袖來宣傳計劃，使這個群體的成員相信這個投資計劃的合法性。很多時候這些領袖並不知道實情，而成為熟人詐欺的受害者。
熟人詐欺利用共同群體成員當中的信任和友誼，監管機構或執法單位對偵破熟人詐欺有其困難度，因為這些群體的緊密結合之結構。不願意通知執法單位或尋求法律救濟行動。特別是詐欺者利用令人尊敬的群體領袖或宗教領袖，取得投資人的信任。

## 䅁例
熟人詐欺特別容易存在於某些團體，這類團體自傲於其群體中某些共同特點，這類共同特點可能是宗教方面、種族或是專業方面。美國證券交易委員會機構已成功調查並起訴的熟人詐欺案例包括：

### 佛羅里達州詐欺案
2007年11月16日，邁克爾·歐文·泰诺是一位佛羅里達州布雷登市的投資經紀人，他透過教會和私立學校的社交圈，拉到許多客戶，因一級竊盜重罪被捕，金額為6,500,000美元。據泰諾諾在2001年至2007年2月期間向薩拉索塔、瑪訥貝、和修司柏洛希郡至少34名客户處盜騙投資資金。泰諾之後被判處12年徒刑，監禁於佛羅里達州監獄。
根據美國證券交易委員會的投訴，美國亞美尼亞裔社區中投資者損失達1900萬美元，SEC的起訴狀透露，此熟人詐欺案中針對幾乎很少投資經驗的亞美尼亞裔美國投資者，多半都是英文為第二外語人士。訴狀中提到美國南佛羅里達州一男子因詐欺510萬美元而受到刑事訴訟，向此案中的非裔美國人保証，投資有高額回報，約30%的年回報率，同時毫無風險。

### 教會贊助計劃案
投資者投資超過3百萬美元，此計劃案主要針對非洲裔美籍教會，遍佈美國1000多個投資教會，籌措了約至少300萬美元。此案向投資者宣傳，其投資金額將獲得高額回報，許多教會投資受害者致力於開展計劃，取得新債務花費建設基金，並且與建商簽訂合約。浸信會投資者損失超過350萬美元，此次的熟人詐欺受害者，多半為非裔美籍浸信會教徒，其中多半為中老年人及殘障人士，以及位於美國各州的浸信會教會及宗教組織。
發起人倫道夫是一位牧師，目前正在監獄服刑，承諾的回報為7%到30%之間，但其實是一起龐氏騙局。倫道夫被美國證券交易委員會(SEC)的民事懲罰命令中，要求其支付100萬美元罰款。超過1000名拉丁裔投資者損失超過3.25億美元，大部分的投資受害者尋求低風險投資。然而此案之主謀，目前已被判刑12年監禁，擅自挪用投資者資金，並謊報帳戶內金額。125名來自各地不同基督教會的信徒損失約740萬美元，據稱詐欺者向投資者販售大量引述聖經內容的投資計劃，但此「主要銀行」的交易計劃其實是不存在的，同時並在教會社區中散播此虛假投資訊息。其也使100名德州長者被詐騙了250萬美元，詐欺者取得這些投資受害的長者資產及財務狀況信息，鼓勵這些長者投資投報率更高的證券。事實上詐欺主犯從未進行投資，同時竊取投資者資金 。
经济学人期刊2012年的一篇報導指出，有關當局估計，僅僅在2010年，熟人詐欺就在猶他州造成14億美元的損失，平均一位居民分擔500美元。 鹽湖城律师 Mark Pugsley（專攻為白領詐欺案件）指出猶他郡（Utah County)為該州此金融犯罪溫床，Pugsely 聲稱此現象乃眾多因素造成，造成熟人詐欺在猶他州犯罪率居高。其中之一為LSD教會，即摩門教徒的成員過度信賴教會的領導，因此未對投資項目進行正常的盡責查證
2017年，一份聯邦調查局的報告指出，猶他州在白領階級犯罪率一直是高居不下，猶他州的立法機關還為此成立一個線上網站查詢已被定罪的詐欺犯期能廣泛通知大眾，並避免類似的犯行不斷重複發生。 